# Corocore
Corocore es una ligera embarcación costera malaya, de fondos planos, mucha manga, cabezas o extremidades muy levantadas y apta para navegar a remo y vela.
Suele denominársela también con los nombres de corocora y corocoa, pero en realidad el corocore es el buque, si bien parecido por su construcción y aspecto general a los dos dichos, de menor tonelaje y más veloz que aquellos.